# Juliana Silva
Juliana Felisberta Silva (Santos, 22 de julho de 1983), ou simplesmente Juliana, é uma jogadora brasileira de vôlei de praia. É a maior vencedora do Circuito Mundial na história, tendo conquistado o título oito vezes. Com Larissa França como parceira, conquistou a medalha de ouro nos Jogos Pan-Americanos de 2007, na cidade do Rio de Janeiro. Em 2008, quando se preparava para estrear nas Olimpíadas de Pequim, formando dupla com Larissa, contundiu-se e preferiu não participar, cedendo a vaga para Ana Paula.
Em junho de 2011, depois de dois vice-campeonatos mundiais entre 2005 e 2009, tornou-se campeã mundial de vôlei de praia feminino ao lado de Larissa, em Roma, derrotando as bicampeãs olímpicas Kerri Walsh e Misty May-Treanor, dos Estados Unidos. Em 2012, ainda com Larissa, perdeu a chance de disputar o inédito ouro nas Olimpíadas de Londres, ao perder na semifinal para Jennifer Kessy e April Ross, que as derrotaram no Mundial de 2009. Na disputa pelo bronze, venceram as chinesas Zhang e Xue de virada por 2 sets a 1.